# 瓦爾米亞利茲巴克城堡

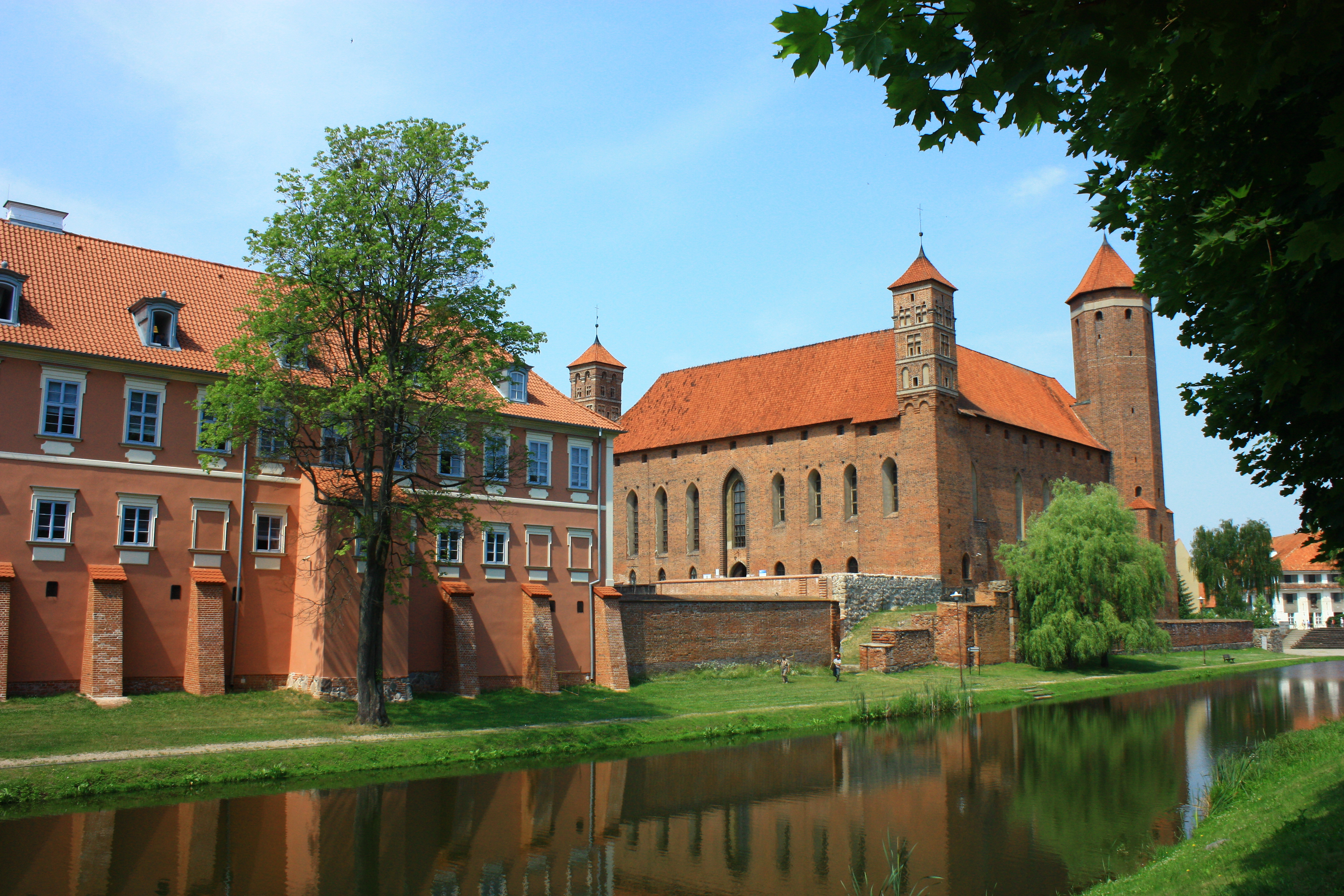
瓦爾米亞利茲巴克城堡

瓦爾米亞利茲巴克城堡（Castle of Warmian Bishops）是波蘭的一座城堡，其歷史可以追溯至14世紀。瓦爾米亞利茲巴克城堡位於瓦爾米亞-馬祖里省的瓦爾米亞地區利茲巴克，是這一地區最著名的哥特式建築之一，並吸引了眾多遊客。